# Anopheles irenicus
Anopheles irenicus är en tvåvingeart som beskrevs av Schmidt, Foley, Bugoro och William Alanson Bryan 2003. Anopheles irenicus ingår i släktet Anopheles och familjen stickmyggor. Inga underarter finns listade i Catalogue of Life.